# شمعية ضيقة
شمعية ضيقة (الاسم العلمي: Stenocereus)، هو جنسمن الصبار العمودي أو الشبيه بالشجرة من شبه جزيرة باجا كاليفورنيا وأجزاء من المكسيك وأريزونا في الولايات المتحدة وكولومبيا وكوستاريكا وغواتيمالا وفنزويلا وجزر الأي بي سي في منطقة البحر الكاريبي الهولندية. وسَّع الجنس بإضافة أنواع من عدة أجناس أخرى إليه.